# Кухонные байки
«Кухонные байки» (норв. Salmer fra Kjøkkenet) — художественный фильм норвежского режиссёра Бента Хамера, снятый совместно со шведскими кинематографистами на студии Bulbul Films в 2003 году.
Норвежская премьера фильма состоялась 17 января 2003 года.

## Сюжет
В рамках серии экспериментов с кухонным оборудованием шведские учёные из Института исследования быта проводят исследования образа жизни холостяков Норвегии. Для этой цели в небольшой посёлок прибывает группа наблюдателей, обязанных по условиям контракта следить за выбранными для этой цели добровольцами, составляя скрупулёзный график их перемещений во время приготовления и приёма пищи.
К большому неудовольствию руководителя группы, в отношения между наблюдателями и проходящими тест местными жителями проникли личностные мотивы. Доверенный ему эксперимент находится под угрозой срыва. Один из приехавших (родственник босса) был замечен в распитии спиртного, другой — настолько сдружился со своим подопечным, что готов бросить хорошо оплачиваемую институтом работу и навсегда остаться жить в маленьком северном городке, на родине своего нового друга.

## В ролях
| Актёр               | Роль              |
| ------------------- | ----------------- |
| Йоахим Кальмейер    | Изак Бьорвик      |
| Томас Норстрём      | Фольке Нильссон   |
| Бьорн Флоберг       | Грант             |
| Рейне Бринолъфссон  | Мальмберг         |
| Сверре Анкер Оусдал | доктор Беняминсен |
| Лейф Андре          | доктор Люнгберг   |
| Леннарт Екель       | Грин              |
| Ян Гуннар Рёйсе     | ассистент         |

## Награды и номинации
- 2003 — Премия «Аманда»
  - Лучший фильм (Бент Хамер)
- 2003 — Кинофестиваль Camerimage
  - Номинация на приз «Золотая лягушка» лучшему кинооператору (Филип Эгаард)
- 2003 — Международный кинофестиваль в Копенгагене
  - Лучший режиссёр (Бент Хамер)
  - Номинация на Лучший фильм (Бент Хамер)
- 2003 — Премия Европейской киноакадемии
  - Номинация на Приз зрительских симпатий (Бент Хамер)
- 2003 — Гентский международный кинофестиваль
  - Лучший сценарий (Бент Хамер и Йорген Бергмарк)
  - Номинация на Гран При (Бент Хамер)
- 2003 — Кинофестиваль Дни скандинавского кино в Любеке
  - «Baltic Films Prize» (Бент Хамер)
- 2003 — Международный кинофестиваль в Сан-Паулу
  - Лучший режиссёр (Бент Хамер)
  - Номинация на Главный приз Международного жюри (Бент Хамер)
- 2003 — Международный кинофестиваль в Тромсё
  - Специальный приз международной федерации кинопрессы (Бент Хамер)
- 2003 — Международный кинофестиваль в Вальядолиде
  - Лучший кинооператор (Филип Эгаард)
  - «Серебряный колос» (Бент Хамер)
  - Номинация на «Золотой колос» (Бент Хамер)